# Muscat de Setúbal

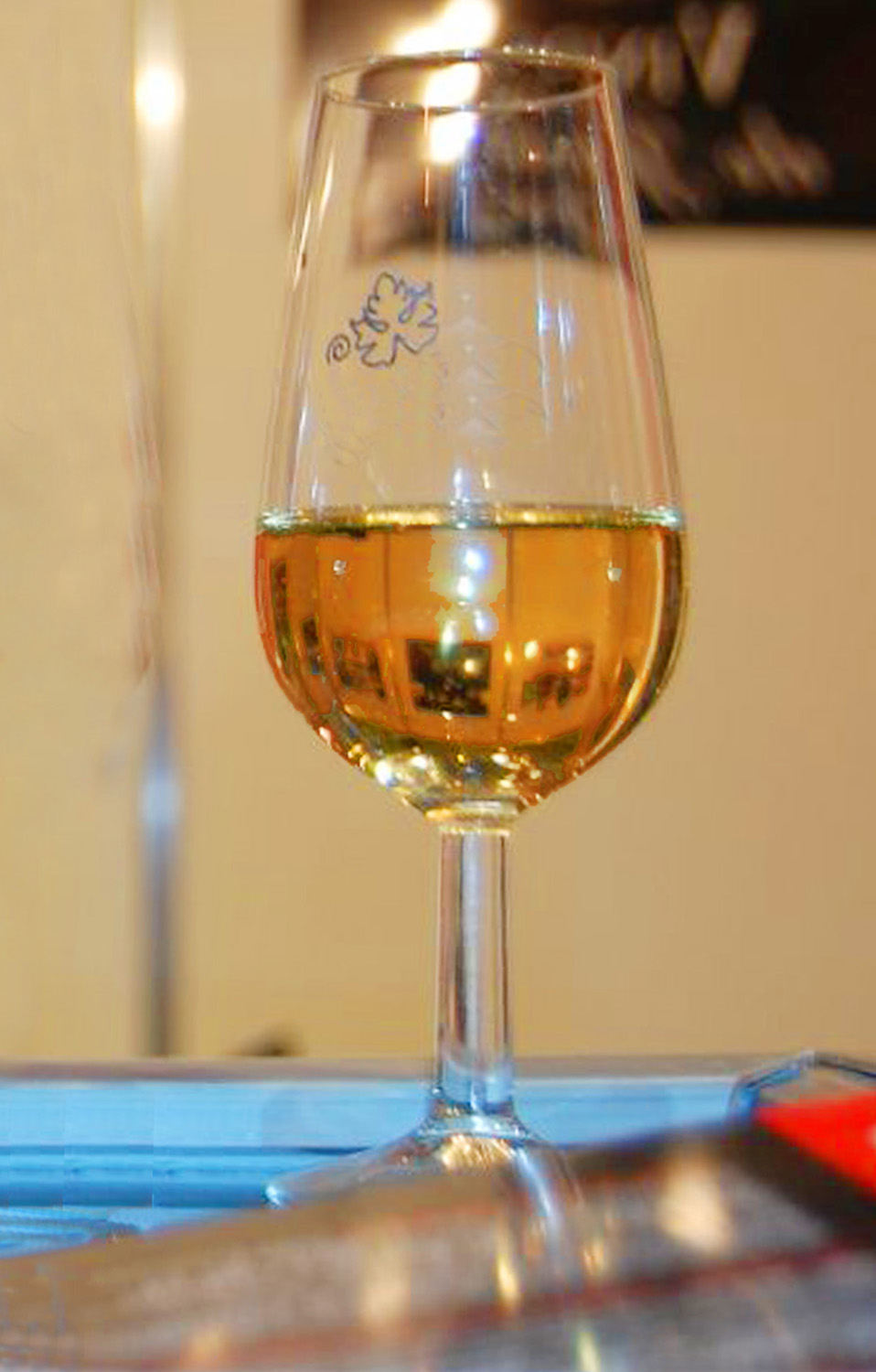
Muscat de Setúbal.

Le Muscat de Setúbal est un vin doux naturel portugais à appellation d'origine provenant des vignobles de Setúbal, Palmela et Sesimbra en partie. Ces vins titrent entre 17 et 20°. 

## Histoire
C'est en 1797 que les vins de Setúbal ont commencé à être mentionnés. Depuis 1870, la plupart des muscats ont été cultivés avec soin. Le plus connu est Moscatel Roxo, dont le vin n'est commercialisé qu'après un vieillissement de vingt ans en cave. Il y a d'autres variétés de vin, le Moscatel de Favaios, dans le Douro, qui est élaboré avec différents cépages, le Galego (blanc), tandis que Moscatel Roxo est fait avec le cépage homonyme.
En 2011, le muscat de Sétubal est élu meilleur muscat du monde parmi une sélection de 210 muscats

## Géographie

### Climatologie
Le terroir bénéficie d'un climat de type méditerranéen, qui est très doux en hiver et sec et chaud en été, le printemps commence dès janvier et l’arrière-saison (été de la Saint-Martin) reste ensoleillée jusqu’en novembre.
| Mois                                                  | Janv | Fév  | Mars | Avr  | Mai  | Juin | Juil | Août | Sept | Oct  | Nov  | Déc  | Année |
| ----------------------------------------------------- | ---- | ---- | ---- | ---- | ---- | ---- | ---- | ---- | ---- | ---- | ---- | ---- | ----- |
| Températures maximales moyennes (°C)                  | 15   | 16   | 19   | 20   | 23   | 27   | 29   | 29   | 27   | 22   | 18   | 15   | 20    |
| Températures minimales moyennes (°C)                  | 8    | 9    | 11   | 12   | 14   | 17   | 18   | 19   | 17   | 15   | 11   | 9    | 13,3  |
| Températures moyennes (°C)                            | 11,5 | 12,5 | 15   | 16   | 16,5 | 22   | 23,5 | 24   | 22   | 18,5 | 14,5 | 12   | 16,6  |
| Moyennes mensuelles de précipitations (mm)            | 59,7 | 30,6 | 49,2 | 51,1 | 22,3 | 4,4  | 1,4  | 8,0  | 26,8 | 88,0 | 78,8 | 89,6 | 510,1 |
| Source : Données climatologiques de Sétubal 2000-2007 |      |      |      |      |      |      |      |      |      |      |      |      |       |

## Vignoble

### Encépagement
Il existe deux variétés de Muscat, le blanc et le rouge, élaborés à partir des cépages muscat de Setúbal et muscat roxo.